# Blaverisme

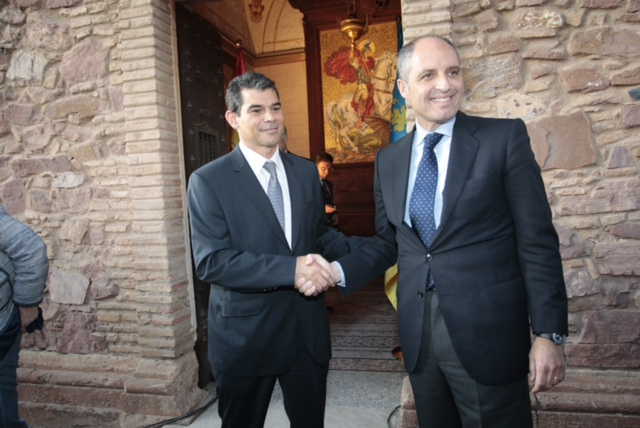
Els líders del PPCV i Unió Valenciana en 2011, Francesc Camps i Josep Manuel Miralles en un acte conjunt.

El blaverisme és un moviment polític regionalista sorgit al País Valencià al final dels anys 1970 com a reacció al nacionalisme valencià, i més concretament al discurs fusterià d'este. Originàriament anomenats despectivament com a búnquer-barraqueta, el blaverisme deu el seu nom al color blau de la franja vertical de la Senyera coronada valenciana, fermament defensada durant la Transició pel blaverisme com a símbol del Poble Valencià.
Esta denominació tenia originalment una connotació negativa —que encara es manté entre els grups socials i polítics que consideren el blaverisme una classe d'ultradreta—, encara que modernament esta denominació és assumida per alguns dels seus integrants per a diferenciar-se d'altres moviments que, igualment, es denominen valencianistes tot i tindre característiques de fons ben diferents. Actualment, el terme blaverisme i derivats es troba recollit a diferents diccionaris del valencià, entre ells el normatiu de l'Acadèmia Valenciana de la Llengua. En canvi, el diccionari de la Real Acadèmia de Cultura Valenciana, la principal entitat secessionista, no conté el concepte blaverisme i inclou l'adjectiu blaver com a sinònim despectiu de valencianiste.

## Característiques
Entre les característiques del seu discurs, hi trobem elements com el populisme, el regionalisme, el conservadorisme i sobretot l'anticatalanisme, fet que els portarà a practicar el secessionisme lingüístic del valencià respecte al català. Alguns autors també inclouen entre les seves característiques el feixisme i el reaccionarisme per les vinculacions entre alguns grups blavers amb grups feixistes, i per les seues accions violentes, que en alguns casos es fan indestriables de la violència ultradretana.
Vicent Flor, al seu assaig Noves Glòries a Espanya, defineix al blaverisme mitjançant sis grans trets, per bé que no serien els únics: populisme, anticatalanisme, conservadorisme i formulació retòrica antimodernitzadora, regionalisme, provincialisme i espanyolisme, politització partidista, i essencialisme, darrera característica que també seria compartida amb el fusteranisme.
Fruit de l'heterogeneïtat d'este moviment, cal destacar l'existència de diversos grups com el que pot representar la desapareguda Joventut Valencianista, nascuda a la si del blaverisme i que durant els anys noranta evolucionaren cap a posicionaments nacionalistes i que en alguns casos ho feren també amb reflexions provinents de la tradició fusteriana, en un intent de convergència batejat com a tercera via.

## Sorgiment del blaverisme
Ja hi havia des de la Renaixença un secessionisme lingüístic del valencià. Tradicionalment, s'ha explicat el sorgiment i expansió del blaverisme basant-se en dos factors socials. Ambdós són parcialment complementaris, i diferents sensibilitats polítiques posaran més èmfasi en un o altre.

### Reacció alfusterianisme

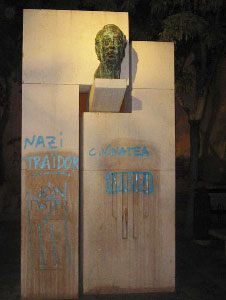
Atac contra el monument a Joan Fuster de Sueca, perpetrat pel Col·lectiu Vinatea (GAV) en 2006.

Un dels factors que explicarien el sorgiment del blaverisme, seria el de la reacció contrària a les tesis catalanistes de l'escriptor valencià Joan Fuster per una part de la societat valenciana. Fuster, al seu assaig Nosaltres, els valencians (1962) i altres escrits, promulga un nacionalisme essencialista, basat fonamentalment en la llengua i en factors culturals i conclou, després d'una anàlisi històrica de la identitat valenciana molt influïda pel marxisme, que els valencians, majoritàriament o essencialment, comparteixen nacionalitat amb els seus veïns catalans.
Les tesis fusterianes gaudiran d'èxit entre bona part de la intel·lectualitat i dels universitaris dels anys 60, pel seu component clarament antifranquista i de trencament. Alhora, influeix a tota l'esquerra (els partits dels quals adoptaran majoritàriament la bandera quadribarrada i el terme País Valencià, sense que açò necessàriament supose un suport al projecte polític dels Països Catalans per part d'estes forces). El trencament fusterià no fou plantejat només en relació amb el franquisme, sinó també amb el valencianisme anterior a la Guerra Civil Espanyola, i especialment amb el discurs i imaginari del regionalisme valencià, que havia gaudit de relativa continuïtat durant este període.
Allò que definirà al blaverisme no serà la denúncia de l'argument fusterià com una fal·làcia, sinó la seua resposta igualment essencialista però del tot antagònica. En percebre la unitat de la llengua del català com a base de la unitat política dels Països Catalans, el blaverisme negarà la unitat lingüística per neutralitzar el pancatalanisme.
El trencament intern del valencianisme, acompanyat del sorgiment del nou valencianisme fusterià afavoriria la derivació (i el notable èxit) d'una part del valencianisme tradicional fins a plantejaments clarament anticatalanistes, fent-hi lloc al blaverisme. Este moviment farà seu un determinat univers simbòlic que el nou valencianisme fusterià havia renunciat, arrossegant cap als seus plantejaments als participants d'allò que, segons el professor Antonio Ariño Villarroya, es podria identificar com un valencianisme emotiu o temperamental.
El trencament entre les diferents tendències valencianistes es produirà a la societat cultural Lo Rat Penat. L'abandó de l'entitat per part d'un sector afí als Països Catalans afavorirà que els partidaris de la unitat de la llengua queden en minoria a la fi dels anys setanta. Això va provocar la dimissió d'Emili Beüt, que s'havia destacat per intentar calmar els enfrontaments, que va ser substituït per Xavier Casp en 1980.

### La Transició Democràtica i la Unión de Centro Democrático
La majoria de crítics del blaverisme, particularment des de l'esquerra, relativitzen la importància del punt de vista anterior i consideren un anacronisme el fet que, mentre el fusterianisme naix amb la publicació de Nosaltres, els valencians en 1962, el blaverisme no es manifestarà fins a 1977, si bé tant Xavier Casp com Miquel Adlert ja se situaven en posicions justificadores del secessionisme lingüístic valencià abans que cap polític ho fera.
En canvi, estos crítics posen èmfasi en el paper que hi haurien jugat polítics de la UCD valenciana com Fernando Abril Martorell, Manuel Broseta i Emilio Attard, que després de les primeres eleccions democràtiques de 1977, en què guanyà l'esquerra al País Valencià, haurien decidit recollir la bandera de l'anticatalanisme per neutralitzar un plantejament polític que excloïa la dreta i el regionalisme de la centralitat política i frenar l'avanç dels socialistes, comunistes i nacionalistes partidaris d'un bon veïnat amb Catalunya, als quals se'ls acusarà de catalanistes o catalanitzadors. La primera declaració anticatalanista d'un dirigent de la UCD correspondrà a Attard, màxim dirigent de la província de València, en desembre de 1977. En 1978, l'escriptor valencianista Vicent Andrés Estellés és acomiadat com a redactor en cap del diari Las Provincias a causa de suposades pressions polítiques provinents de la UCD, i en aquest diari al juny del mateix any es publica l'article de Manuel Broseta La paella de "Els Països Catalans", el primer d'una sèrie de col·laboracions estructuradores de les idees anticatalanistes i de la presumpta estratègia de la UCD al respecte.
La identificació de la UCD amb l'ideari blaver arribarà a ser absoluta. Durant les negociacions de l'Estatut d'Autonomia del País Valencià, la UCD defensarà la senyera coronada valenciana, contra la quadribarrada que defensaven els ponents socialistes i comunistes; la denominació valencià per a la llengua pròpia constaria sense cap referència de la seua filiació lingüística i la denominació de "Regne de València" per a la comunitat autònoma, contra la de "País Valencià" que defensava l'esquerra. Malgrat la seua posició minoritària, la UCD valenciana farà valdre la seua capacitat de bloqueig per imposar les seues tesis en tots aquests punts, menys en l'últim. Finalment, la UCD espanyola rebutjarà la denominació "País Valencià" al Congrés dels Diputats i s'acabarà adoptant una nova denominació, suggerida per Emilio Attard, de "Comunidad Valenciana".
Igualment, segons estos crítics, s'hauria afavorit la infiltració de destacats elements de la dreta franquista en el valencianisme tradicional. De fet, Attard arribà a incorporar-hi en 1978 a la UCD, com a militants, a membres del Grup d'Acció Valencianista (GAV), fundat l'any anterior.
Estos elements ultradretans encapçalaran els sectors més extremistes i, de vegades, agressius del moviment. A més, se'ls atribuiran diverses accions en 1977 i 1978, com la utilització de bombes contra llibreries, insults i atacs a autoritats democràtiques en la processó cívica del Nou d'Octubre, desqualificacions i persecucions des de mitjans de comunicació, institucions i persones per "catalanistes", agressions físiques i incendi de locals públics. Aquesta mena d'accions continuarà en els successius anys: la crema de la senyera oficial del Consell Preautonòmic al balcó de l'Ajuntament de València en octubre de 1979, i l'agressió a membres del Consell Valencià de Cultura en la primavera de 1998 seran algunes de les que tindran més repercussió. Les dues principals figures públiques del nou valencianisme, Manuel Sanchis i Guarner i Joan Fuster, patiran cadascun d'ells dos atemptats amb bomba en 1978 i 1981 respectivament, dels quals no es responsabilitzarà cap grup ni pels que cap persona ha estat imputada. No obstant això, el GAV farà apologia de terrorisme el primer d'aquests atemptats a la seua publicació en octubre de 2002, quan el delicte ja haja prescrit.

## Els símbols

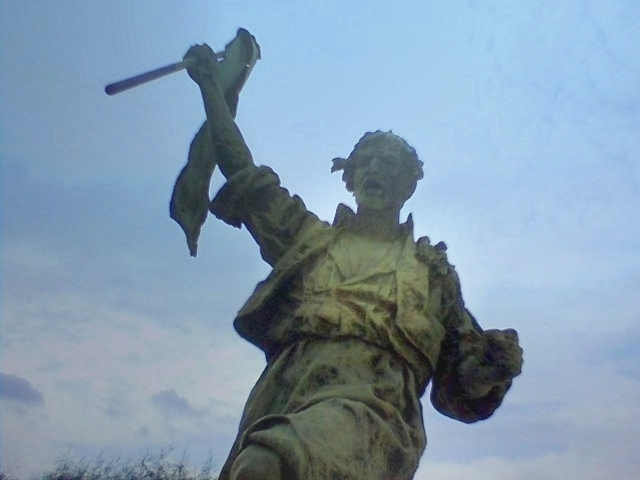
El Palleter. Escultura d'Emili Caladin, profusament usada en la iconografia blavera.

El blaverisme serà conegut per una aposta simbòlica on destacaran la senyera coronada, el secessionisme lingüístic i l'oposició a l'ús del terme País Valencià. Unes altres referències simbòliques poden ser l'Himne de l'Exposició, o elements conjunturals com reclamar el transvasament de l'Ebre i l'aigua provinent de Catalunya.

### Senyera coronada valenciana
La tradicional Senyera Coronada de la ciutat de València, tricolor, amb la franja blava coronada junt amb l'asta, és des de la segona meitat del segle xiv, per privilegi reial, el símbol privatiu i oficial de la ciutat de València. Si aquest símbol de la ciutat resultava o no aplicable per extensió a la resta del Regne, és una qüestió que encara a hores d'ara és motiu de debat acadèmic. En qualsevol cas, l'extensió d'aquest símbol privatiu fora del Cap i Casal valencià i les seues comarques adjacents fou limitada, i la "senyera del Rei" (la quadribarrada), comú a tots els territoris de la Corona d'Aragó, serà també seguida en bona part del territori.
Amb el ressorgiment del valencianisme al pas del segle XIX al segle xx, la bandera tricolor adquirirà un caràcter protagonista com a símbol privatiu, que en algunes ocasions compartirà amb la senyera quadribarrada nua (que serà també honrada com el Penó de la Conquesta, retrobat el 1838).
El nou valencianisme fusterià promourà l'ús exclusiu de la senyera quadribarrada nua (a la qual considerarà la bandera legítima de l'antic Regne de València) com a símbol compartit amb la resta dels Països Catalans. A això respondrà el blaverisme amb l'ús, ara exclusiu, de la bandera tricolor, si bé la defensa d'eixa ensenya no és exclusiva del blaverisme, encara que siga un dels seus trets identitaris principals.
La connotació negativa que tenia originalment el terme blaver prové del fet que, des del punt de vista estrictament heràldic, la franja blava és un element secundari, i els elements substancials són les barres vermelles sobre fons groc i la corona. No obstant això, els blavers tractaran d'afegir la franja blava per tot arreu, fins i tot als escuts municipals i entitats, cometent-hi en la gran majoria de casos incorreccions heràldiques.
En l'Estatut d'Autonomia de la Comunitat Valenciana de 1982 la senyera tricolor coronada serà designada com a bandera oficial de la Comunitat Valenciana.

### Secessionisme lingüístic

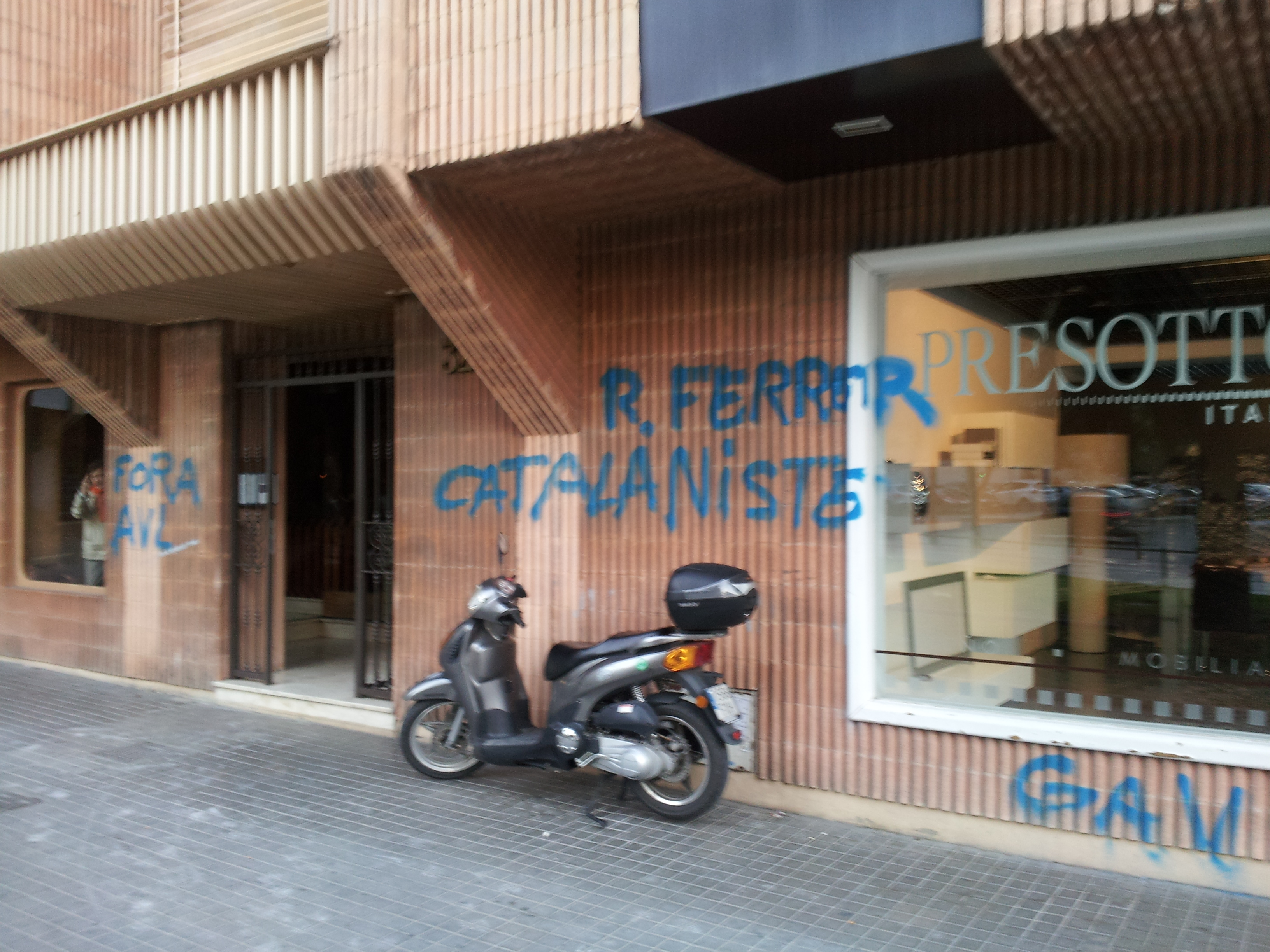
Estat del domicili del president de l'Acadèmia Valenciana de la Llengua després d'un atac signat pel Grup d'Accio Valencianista.

Per oposició a la caracterització per Joan Fuster dels catalanoparlants com a pertanyents de la nacionalitat catalana, el blaverisme advocarà per una identitat pròpia i refusarà el model de llengua que es començava a vehicular a l'ensenyament durant els darrers anys de la dictadura, un model condicionat per la manca de materials educatius editats al País Valencià i el consegüent ús de manuals provinents de Catalunya. Així, el moviment blaver rebutjarà les unitaristes Normes de Castelló de 1932, optant per les diferents normatives ortogràfiques secessionistes del català proposades per la Real Acadèmia de Cultura Valenciana a partir de 1978. Aquest procés s'iniciarà amb l'assaig de Miquel Adlert En defensa de la llengua valenciana. Perqué i cóm s'ha d'escriure la que es parla (1977) i els protagonistes del mateix seran el propi Adlert i el poeta Xavier Casp, que evolucionaren durant els anys 70 des d'una postura unitarista inicial.
El blaverisme lingüístic recollirà importants èxits durant els primers anys de la seua trajectòria. En octubre de 1979, les seues tesis s'imposaran en Lo Rat Penat, institució símbol del valencianisme cultural. En març de 1981, pocs dies abans de començar les negociacions de l'Estatut, UCD donarà suport a les Normes del Puig de la RACV, que havien estat signades en aquest mateix mes. Fins i tot l'Estatut d'Autonomia arribarà publicar-se en el Diari Oficial de la Generalitat Valenciana el 15 de juliol de 1982 amb aquesta darrera normativa ortogràfica. No obstant això, els intents d'institucionalitzar aquestes normes prompte fracassaran, per raons bé polítiques (enfonsament d'UCD), com culturals (ampli rebuig en la comunitat científica i universitària) i sociològiques (difusió limitada entre els seus parlants).
En 2001 es constituirà l'Acadèmia Valenciana de la Llengua, única autoritat lingüística oficial en el País Valencià. L'objectiu manifest per part dels partits polítics valencians majoritaris serà, d'aquesta manera, deixar fora de l'àmbit polític el tema de la llengua. Al preàmbul de la seua Llei de creació 7/1998, del 16 de setembre, es diu que: "El valencià, idioma històric i propi de la Comunitat Valenciana, forma part del sistema lingüístic que els corresponents estatuts d'autonomia dels territoris hispànics de l'antiga Corona d'Aragó reconeixen com a llengua pròpia". Així mateix, l'Article 3 de l'esmentada Llei declara que una de les seues funcions serà «vetllar per […] la normativització assolida, a partir de les anomenades Normes de Castelló». L'ingrés en l'Acadèmia Valenciana de la Llengua de Xavier Casp, quan encara era degà de la RACV, suposarà un colp dur per al blaverisme.
Aquesta postura unitarista de l'AVL serà ratificada en un dictamen aprovat per unanimitat el 9 de febrer de 2005 (Dictamen sobre els principis i criteris per a la defensa de la denominació i l'entitat del valencià), en què s'afirma que "la llengua pròpia i històrica dels valencians, des del punt de vista de la filologia, és també aquella que comparteixen les comunitats autònomes de Catalunya i les Illes Balears, i el Principat d'Andorra". Aquest últim dictamen serà assumit per la Generalitat Valenciana i per la totalitat de les forces polítiques amb representació a les Corts Valencianes.

## Evolució del blaverisme
Tot i el seu naixement com a moviment minoritari, el blaverisme experimenta un creixement a partir de l'any 1978, que el portaria a superar els seus límits a la Ciutat de València i rodalia, per expandir-se de manera progressiva, sent la concentració a la plaça de bous de València del 5 de juny de 1978 el primer acte de masses del naixent moviment, amb 20.000 persones A partir d'este moment, amb el suport explícit de la Unió de Centre Democràtic i del diari Las Provincias (àdhuc arribà a tindre una secció, El Cabinista, on es publicaven tota classe d'insults anònims contra Catalunya. L'arrelament de l'anticatalanisme causà que l'altre diari local, el Levante, de tendència progressista, tímidament també acabés afegint-s'hi), el blaverisme comença a caminar com a moviment de masses, protagonitzant diversos episodis violents durant la batalla de València, com l'atemptat amb bomba al domicili de Manuel Sanchis Guarner. La violència blavera comença a produir-se en 1977, en forma d'agressions, i es consolidaria en 1978, tot confonent-se amb la violència feixista del tardofranquisme. En aquella època de la transició, tot i les denúncies realitzades al Congrés dels Diputats, no hi hagué ni detencions ni es van protegir les institucions preautonòmiques, governades per l'esquerra.
Originàriament un moviment heterogeni cohesionat per l'anticatalanisme, es considera que el blaverisme l'articula la UCD a partir de les victòries electorals de l'esquerra a les primeres eleccions al País Valencià, com a moviment de xoc contra un PSPV-PSOE que romangué paralitzat davant el blaverisme a causa de la por a perdre suport electoral. De fet, entre les eleccions generals espanyoles de 1977 i les del 79, es pot apreciar que a la Circumscripció electoral de València, a diferència del que ocorregué a Castelló i Alacant, les forces d'esquerres, PCE-PCPV i PSPV-PSOE, tot i continuar sent majoritàries, experimentarien una notòria davallada. El fet que la pèrdua de suport electoral a favor de la dreta fora major a la Ciutat de València explicarien la influència del blaverisme en estos resultats.
Paral·lelament, i tot i ser conscients en alguns casos de la instrumentalització que els partits de dretes feien del moviment, el blaverisme s'articularà com a força de pressió i mobilització durant el procés de creació de l'Estatut d'autonomia de la Comunitat Valenciana, on obtindran una victòria simbòlica que els permetrà conformar-se com a narració hegemònica de la identitat valenciana.
A partir de 1982, amb el triomf del discurs del regionalisme valencià, es produirà, per una banda, una decadència del blaverisme associatiu (especialment del Grup d'Acció Valencianista) així com una disminució de les accions de carrer i de la violència blavera. D'altra banda, el declivi de la UCD farà que un nou partit, Unió Valenciana, s'erigisca en representant polític del blaverisme. Durant els anys 80 Unió Valenciana experimentaria un gran creixement, fet que el portaria a articular a la pràctica totalitat del moviment, a excepció del sector nacionalista valencià i d'esquerres articulat a Esquerra Nacionalista Valenciana i d'un sector de centredreta liderat per Francisco Domingo i el Partido Coalición Valenciana, de curta vida.
Unió Valenciana aconseguiria els seus millors resultats en 1991, però a partir de la conversió d'Alianza Popular en Partido Popular, i la irrupció d'aquest com a força amb opcions de govern, començaria un declivi per al partit que culminaria amb la pèrdua de representació a les Corts Valencianes a les eleccions de 99, quatre anys després de ser socis de govern dels populars gràcies al Pacte del Pollastre.
A partir d'aquest moment, Unió Valenciana iniciaria un procés de descomposició, on, per una banda, sorgiria el partit Coalició Valenciana, vinculat al Grup d'Acció Valencianista i amb una línia més combativa que no la d'UV. CVa fracassaria electoralment i acabaria desapareixent en 2011, després de quedar per sota de la mateixa UV a les eleccions a les Corts Valencianes de 2007, i de traure pitjors resultats encara en 2011. Per la seua banda, el PP encarnaria una línia moderada dins del blaverisme, assumint una narrativa polièdrica que el portaria a erigir-se en partit que defensa els interessos valencians, tot practicant un bandeig polític i institucional envers tot allò que puga relacionar a Catalunya amb el País Valencià. El Partit Popular de la Comunitat Valenciana acabaria portant a la seua òrbita la pràctica totalitat de base social i organitzativa del blaverisme, a excepció del GAV. De fet, la mateixa Unió Valenciana acabaria cessant la seua activitat en 2011, després de demanar el vot per al PP a les eleccions a les Corts Valencianes de 2011.

## Confluència i model vers moviments similars a l'Antiga Corona d'Aragó
El Blaverisme no és l'únic moviment polític amb aquestes característiques (anticatalanisme, secessionisme lingüístic). Amb una visió més general es pot assenyalar l'anticatalanisme que apareix als territoris que formaven, amb Catalunya, l'antiga Corona d'Aragó, com ara a l'Aragó, el País Valencià, les Illes, i àdhuc la mateixa Catalunya. L'esquema és sempre el mateix, sovint propiciat des de grups polítics que fan bandera del secessionisme lingüístic, i abracen una espanyolitat abrandada com a antídot contra suposats interessos pancatalanistes. El discurs és totalment tolerat pels partits polítics espanyols, també els d'esquerra, i amb el temps acaba incorporant-se als grans partits espanyols, PP i PSOE, i al gruix social dels seus votants. El secessionisme lingüístic és un fenomen que només apareix als territoris de l'Antiga Corona d'Aragó, encara en procés d'assimilació per part de l'Espanya castellana.

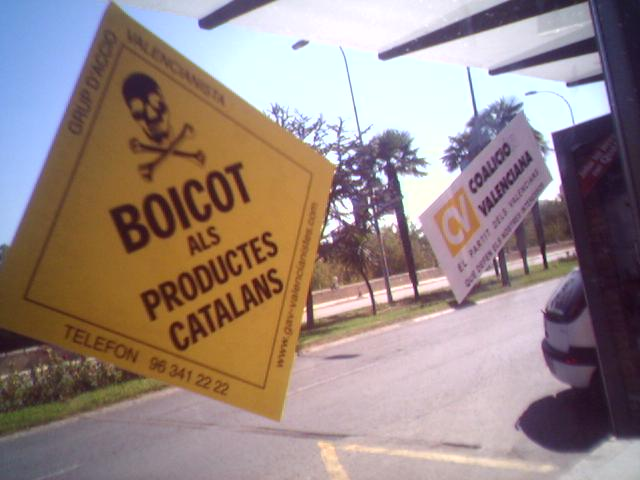
Una enganxina a la ciutat de València del Grupo de acción valencianista, cridant al boicot comercial anticatalà.

### País Valencià
Al País Valencià, l'anticatalanisme s'ha estès sobretot en grups conservadors de la Ciutat de València i la seua rodalia, lligat amb el secessionisme lingüístic i el moviment polític anomenat comunament blaverisme. L'anticatalanisme sol donar rendiment polític en aquestes àrees, quasi sempre entès com una reacció cap a un pretès imperialisme català.

### Illes Balears
A mitjan 1972 van aparèixer un seguit de cartes al Diario de Mallorca signades sota el pseudònim de Pep Gonella les quals donaren peu al gonellisme, un moviment que alguns associen al blaverisme valencià. Tot i això, a les cartes mai es negà la unitat de la llengua o es manifestaren sentiments anticatalanistes, sinó que es reclamava una major importància a les varietats dialectals balears respecte a l'estàndard.

### Aragó
A l'Aragó hi ha un moviment similar al blaverisme o al gonellisme que cerca a suprimir tota referència al català en relació amb la Franja.

### Catalunya
A Catalunya les darreres dècades han nascut partits i associacions que, recolzats per potents mitjans de comunicació, copien el mateix esquema de fractura social ja descrit als altres territoris de l'antiga Corona d'Aragó, assenyalant al catalanisme com a ideologia totalitària i el català com una llengua imposada, i tot cercant una fractura ètnica de la societat. També sovint branden estudis sobre el racialisme català de darrers del s. XIX i principis del s. XX, una època en què tot occident era racialista i aplicava polítiques eugenèsiques i/o racistes, amb la diferència que Catalunya no, atès que no era un estat.